# 1864 in Italia

## Avvenimenti
- 21 febbraio e 23 febbraio: pioggia di sabbia a Roma (osservata da Caterina Scarpellini)[1].
- 15 settembre: convenzione franco-italiana, firmata a Parigi tra la Francia e l'Italia (dal ministro degli Affari esteri Visconti-Venosta), relativa all'evacuazione di Roma da parte delle truppe francesi e per garantire l'esistenza di ciò che resta dello Stato Pontificio. Firenze diventa capitale del regno d'Italia[2].
- 21 -22 settembre: strage di Torino, repressione delle manifestazioni popolari contro il trasferimento della capitale del regno d'Italia a Firenze[2].
- 28 settembre: La Marmora diventa presidente del Consiglio in Italia in seguito alle dimissioni del governo Minghetti e alla sua gestione dei disordini di settembre[3].
- 8 dicembre: pubblicazione dell'enciclica Quanta Cura e del Syllabus[4]. Papa Pio IX condanna il liberalismo e la società moderna, ispirata dai principi dell'Illuminismo.
- 11 dicembre: viene promulgata la legge che trasferisce la capitale del Regno d'Italia da Torino a Firenze[2]. I nuovi arrivati si stabiliscono nel centro della città dopo aver cacciato gli abitanti verso le baracche di legno e di ferro della periferia. Segue una vasta campagna di demolizione, e si decide di abbattere le mura della città, costruite tra il 1284 e il 1333[5].
- Costruzione del faro di Capo Sandalo in Sardegna[6].

## Nascite nel 1864
- 15 luglio: Rinaldo Piaggio, imprenditore e senatore italiano, creatore della famosa ditta Piaggio. († 15 gennaio 1938)
- 7 settembre: Giovanni Tebaldini, compositore, musicologo, pedagogo, organista e direttore d'orchestra. († 11 maggio 1952)

## Morti nel 1864
- 23 gennaio: Michele Puccini, 50 anni, compositore del periodo romantico, padre di Giacomo Puccini (1858-1924). (27 novembre 1813)
- 13 marzo: Ninco Nanco, brigante italiano.
- 31 marzo: Domenico Lucciardi, 67 anni, cardinale di papa Pio IX, che fu patriarca latino di Costantinopoli e vescovo di Senigallia. (9 dicembre 1796)
- 25 giugno: Raffaele Carelli, pittore della scuola di Posillipo, noto per i suoi dipinti di paesaggio, le sue scene di genere e i suoi ritratti. (25 settembre 1795).
- 30 agosto: Domenico Savelli, 71 anni, cardinale di papa Pio IX, che è stato ministro dell'Interno dello Stato Pontificio. (15 settembre 1792)

## Calendario
| Calendario 1864 | Calendario 1864 | Calendario 1864 | Calendario 1864 | Calendario 1864 | Calendario 1864 | Calendario 1864 | Calendario 1864 | Calendario 1864 | Calendario 1864 | Calendario 1864 | Calendario 1864 | Calendario 1864 | Calendario 1864 | Calendario 1864 | Calendario 1864 | Calendario 1864 | Calendario 1864 | Calendario 1864 | Calendario 1864 | Calendario 1864 | Calendario 1864 | Calendario 1864 | Calendario 1864 | Calendario 1864 | Calendario 1864 | Calendario 1864 | Calendario 1864 | Calendario 1864 | Calendario 1864 | Calendario 1864 | Calendario 1864 | Calendario 1864 |
| --------------- | --------------- | --------------- | --------------- | --------------- | --------------- | --------------- | --------------- | --------------- | --------------- | --------------- | --------------- | --------------- | --------------- | --------------- | --------------- | --------------- | --------------- | --------------- | --------------- | --------------- | --------------- | --------------- | --------------- | --------------- | --------------- | --------------- | --------------- | --------------- | --------------- | --------------- | --------------- | --------------- |
|                 | 1               | 2               | 3               | 4               | 5               | 6               | 7               | 8               | 9               | 10              | 11              | 12              | 13              | 14              | 15              | 16              | 17              | 18              | 19              | 20              | 21              | 22              | 23              | 24              | 25              | 26              | 27              | 28              | 29              | 30              | 31              |                 |
| Gennaio         | Ve              | Sa              | Do              | Lu              | Ma              | Me              | Gi              | Ve              | Sa              | Do              | Lu              | Ma              | Me              | Gi              | Ve              | Sa              | Do              | Lu              | Ma              | Me              | Gi              | Ve              | Sa              | Do              | Lu              | Ma              | Me              | Gi              | Ve              | Sa              | Do              |                 |
| Febbraio        | Lu              | Ma              | Me              | Gi              | Ve              | Sa              | Do              | Lu              | Ma              | Me              | Gi              | Ve              | Sa              | Do              | Lu              | Ma              | Me              | Gi              | Ve              | Sa              | Do              | Lu              | Ma              | Me              | Gi              | Ve              | Sa              | Do              | Lu              |                 |                 |                 |
| Marzo           | Ma              | Me              | Gi              | Ve              | Sa              | Do              | Lu              | Ma              | Me              | Gi              | Ve              | Sa              | Do              | Lu              | Ma              | Me              | Gi              | Ve              | Sa              | Do              | Lu              | Ma              | Me              | Gi              | Ve              | Sa              | Do              | Lu              | Ma              | Me              | Gi              |                 |
| Aprile          | Ve              | Sa              | Do              | Lu              | Ma              | Me              | Gi              | Ve              | Sa              | Do              | Lu              | Ma              | Me              | Gi              | Ve              | Sa              | Do              | Lu              | Ma              | Me              | Gi              | Ve              | Sa              | Do              | Lu              | Ma              | Me              | Gi              | Ve              | Sa              |                 |                 |
| Maggio          | Do              | Lu              | Ma              | Me              | Gi              | Ve              | Sa              | Do              | Lu              | Ma              | Me              | Gi              | Ve              | Sa              | Do              | Lu              | Ma              | Me              | Gi              | Ve              | Sa              | Do              | Lu              | Ma              | Me              | Gi              | Ve              | Sa              | Do              | Lu              | Ma              |                 |
| Giugno          | Me              | Gi              | Ve              | Sa              | Do              | Lu              | Ma              | Me              | Gi              | Ve              | Sa              | Do              | Lu              | Ma              | Me              | Gi              | Ve              | Sa              | Do              | Lu              | Ma              | Me              | Gi              | Ve              | Sa              | Do              | Lu              | Ma              | Me              | Gi              |                 |                 |
| Luglio          | Ve              | Sa              | Do              | Lu              | Ma              | Me              | Gi              | Ve              | Sa              | Do              | Lu              | Ma              | Me              | Gi              | Ve              | Sa              | Do              | Lu              | Ma              | Me              | Gi              | Ve              | Sa              | Do              | Lu              | Ma              | Me              | Gi              | Ve              | Sa              | Do              |                 |
| Agosto          | Lu              | Ma              | Me              | Gi              | Ve              | Sa              | Do              | Lu              | Ma              | Me              | Gi              | Ve              | Sa              | Do              | Lu              | Ma              | Me              | Gi              | Ve              | Sa              | Do              | Lu              | Ma              | Me              | Gi              | Ve              | Sa              | Do              | Lu              | Ma              | Me              |                 |
| Settembre       | Gi              | Ve              | Sa              | Do              | Lu              | Ma              | Me              | Gi              | Ve              | Sa              | Do              | Lu              | Ma              | Me              | Gi              | Ve              | Sa              | Do              | Lu              | Ma              | Me              | Gi              | Ve              | Sa              | Do              | Lu              | Ma              | Me              | Gi              | Ve              |                 |                 |
| Ottobre         | Sa              | Do              | Lu              | Ma              | Me              | Gi              | Ve              | Sa              | Do              | Lu              | Ma              | Me              | Gi              | Ve              | Sa              | Do              | Lu              | Ma              | Me              | Gi              | Ve              | Sa              | Do              | Lu              | Ma              | Me              | Gi              | Ve              | Sa              | Do              | Lu              |                 |
| Novembre        | Ma              | Me              | Gi              | Ve              | Sa              | Do              | Lu              | Ma              | Me              | Gi              | Ve              | Sa              | Do              | Lu              | Ma              | Me              | Gi              | Ve              | Sa              | Do              | Lu              | Ma              | Me              | Gi              | Ve              | Sa              | Do              | Lu              | Ma              | Me              |                 |                 |
| Dicembre        | Gi              | Ve              | Sa              | Do              | Lu              | Ma              | Me              | Gi              | Ve              | Sa              | Do              | Lu              | Ma              | Me              | Gi              | Ve              | Sa              | Do              | Lu              | Ma              | Me              | Gi              | Ve              | Sa              | Do              | Lu              | Ma              | Me              | Gi              | Ve              | Sa              |                 |